# Rossana Campo
Rossana Campo (Genova, 17 ottobre 1963) è una scrittrice italiana.

## Biografia
Rossana Campo esordisce nel 1992 con un racconto, La storia della Gabri, pubblicato nell'antologia Narratori delle Riserve a cura di Gianni Celati, edita dall'editore Feltrinelli di Milano.
Pochi mesi dopo, in quello stesso anno, appare il romanzo d'esordio: In principio erano le mutande.
Dal primo fortunato romanzo, diventato un long-seller, è stato tratto nel 1999 il film omonimo, diretto da Anna Negri e alla cui sceneggiatura l'autrice stessa ha collaborato.  
L'editore Feltrinelli ha inoltre pubblicato, nel 1998, una commedia radiofonica, Il matrimonio di Maria, e, nel 2000, una favola per bambini, La gemella buona e la gemella cattiva.
Il Dizionario mondiale della Letteratura di Rizzoli-Larousse ha scritto: 
"Personaggi fragili e disadattati in cerca di stabilità disegnano nelle pagine ironiche e a tratti drammatiche di Rossana Campo un mondo di antieroi, di esclusi, di stravaganti, cui lo sguardo affettuoso e disincantato dell'autrice conferisce vibrante umanità in un linguaggio quotidiano, incisivo, colorito".
Rossana Campo è stata tradotta in diversi Paesi, come ad esempio Francia, Spagna, Stati Uniti, Brasile, Paesi Bassi, Germania, Portogallo, Polonia, Grecia e Romania. In Francia ha pubblicato In principio erano le mutande nel 1997, sotto il titolo L'amour, des fois, quand ça s'y met, tradotto da Nicole Sels. L'attore americano e Sono pazza di te sono usciti presso Fayard con i titoli: L'acteur americain (2000), e À la folie (2002), entrambi nella traduzione di Michel Plon.
Nel 2016 vince il Premio Strega Giovani per il romanzo Dove troverete un altro padre come il mio (Ponte alle Grazie). Lo stesso anno, con lo stesso romanzo, vince anche il Premio Elsa Morante (per la narrativa) ed è finalista al Premio Bergamo (risultato già raggiunto in passato con Il pieno di super).
Attualmente vive fra Roma e Parigi.

### La pittura
Nel marzo del 2002 l'autrice ha esordito come artista figurativa con una personale alla galleria Pintapiuma di Genova. Del maggio 2003 è una sua mostra personale: Bambine chiuse, ragazze chiatte, mamme bisbetiche. Questa volta la storia la raccontiamo noi, presso la fondazione Baruchello di Roma. In questa occasione le Edizioni Loplop hanno pubblicato il libro Rossana Campo, Arte/corpo/colore, a cura di Carla Subrizi e Teresa Macrì. Nel giugno del 2012 l'editore genovese Il Canneto ha pubblicato un catalogo delle opere pittoriche complete di Rossana Campo: L'arte soppianta tutti gli altri enzimi. Opere 2000- 2011.

### Curiosità
Il romanzo di Rossana Campo Dove troverete un altro padre come il mio è oggetto dell'indagine sociolinguistica che esemplifica una potenziale forma di didattica dell'italiano e delle sue varianti nell'articolo di Giovanni Favata e Liana Tronci, Fare sociolinguistica attraverso la letteratura: una proposta didattica per studiare le varietà dell'italiano apparso in Italiano a scuola n.1, pp. 25-46, 2019 https://doi.org/10.6092/issn.2704-8128/9993

## Opere
- In principio erano le mutande. Feltrinelli, 1992.
- Il pieno di super. Feltrinelli, 1993.
- Mai sentita così bene. Feltrinelli, 1995.
- L'attore americano. Feltrinelli, 1997.
- Il matrimonio di Maria. Feltrinelli, 1998.
- Mentre la mia bella dorme. Feltrinelli, 1999.
- Sono pazza di te. Feltrinelli, 2001.
- L'uomo che non ho sposato. Feltrinelli, 2003.
- Duro come l'amore. Feltrinelli, 2005.
- Più forte di me. Feltrinelli, 2007.
- Lezioni di arabo. Feltrinelli, 2010.
- Felice per quello che sei - Confessioni di una buddista emotiva. Mondadori, 2015.
- Il posto delle donne. Ponte alle Grazie, 2013.
- Piccoli Budda. Gallucci, 2013.
- Fare l'amore. Ponte alle Grazie, 2014.
- Dove troverete un altro padre come il mio. Ponte alle Grazie, 2015.
- Difficoltà per le ragazze. Giulio Perrone editore, 2016.
- La figlia del re Drago. Piemme, 2017.
- Cati - Una favola di potere. Bompiani 2017.
- Così allegre senza nessun motivo. Bompiani 2019.
- Scrivere è amare di nuovo. Giulio Perrone editore, 2020.
- La streghetta Emma e la principessa Bettina. Solferino, 2021.
- Conversazioni amorose. Bompiani, 2022.
- Libere e un po' bastarde. Bompiani, 2025.